# Константин Аврамов (офицер)
Константин Димитров Аврамов е български офицер, генерал-майор от артилерията, участник в Балканската (1912 – 1913) и Междусъюзническата война (1913), командир на батарея от 2-ри артилерийски полк през Първата световна война (1915 – 1918), началник на Трудови войски през Втората световна война (1941 – 1945).

## Биография
Константин Аврамов е роден на 27 януари 1890 г. в София. На 22 септември 1909 г. завършва Военното на Негово Величество училище и е произведен в чин подпоручик. На 22 септември 1912 г. е произведен в чин поручик. Взема участие в Балканската (1912 – 1913) и Междусъюзническата война (1913). На 1 октомври 1915 г. е произведен в чин капитан.
През Първата световна война (1915 – 1918) капитан Аврамов е командир на батарея от 2-ри артилерийски полк, за която служба през 1918 г. по Действащата армия е награден с Военен орден „За храброст“, IV степен, 1 клас, която награда е потвърдена със заповед № 355 от 1921 година.
На 1 април 1919 г. е произведен в чин майор, а на 6 май 1923 г. в чин подполковник. През 1924 г. е назначен за началник на секция в Щаба на армията. По време на атентата в църквата „Св. Неделя“ от 16 април 1925 бива ранен. През 1928 г. е назначен за командир на 2-ри артилерийски полк, а през следващата година поема командването на 1-ви армейски артилерийски полк. На 15 май 1930 г. е произведен в чин полковник. През 1934 г. е уволнен от служба.
По време на Втората световна война о. з. генерал-майор Константин Аврамов е мобилизиран, първоначално е началник-щаб на ТВ полк, а 27 септември 1943 г. е началник на Трудови войски.
Генерал-майор Константин Аврамов умира през септември 1977 година в София и е погребан в Централните софийски гробища.

## Семейство
Константин Аврамов е женен и има 1 дете.

## Военни звания
- Подпоручик (22 септември 1909)
- Поручик (22 септември 1912)
- Капитан (1 октомври 1915)
- Майор (1 април 1919)
- Подполковник (6 май 1923)
- Полковник (15 май 1930)
- Генерал-майор

## Награди
- Военен орден „За храброст“, IV степен, 1 клас (1918)

## Образование
- Военно на Негово Величество училище (до 1909)